# Fouassin Frères

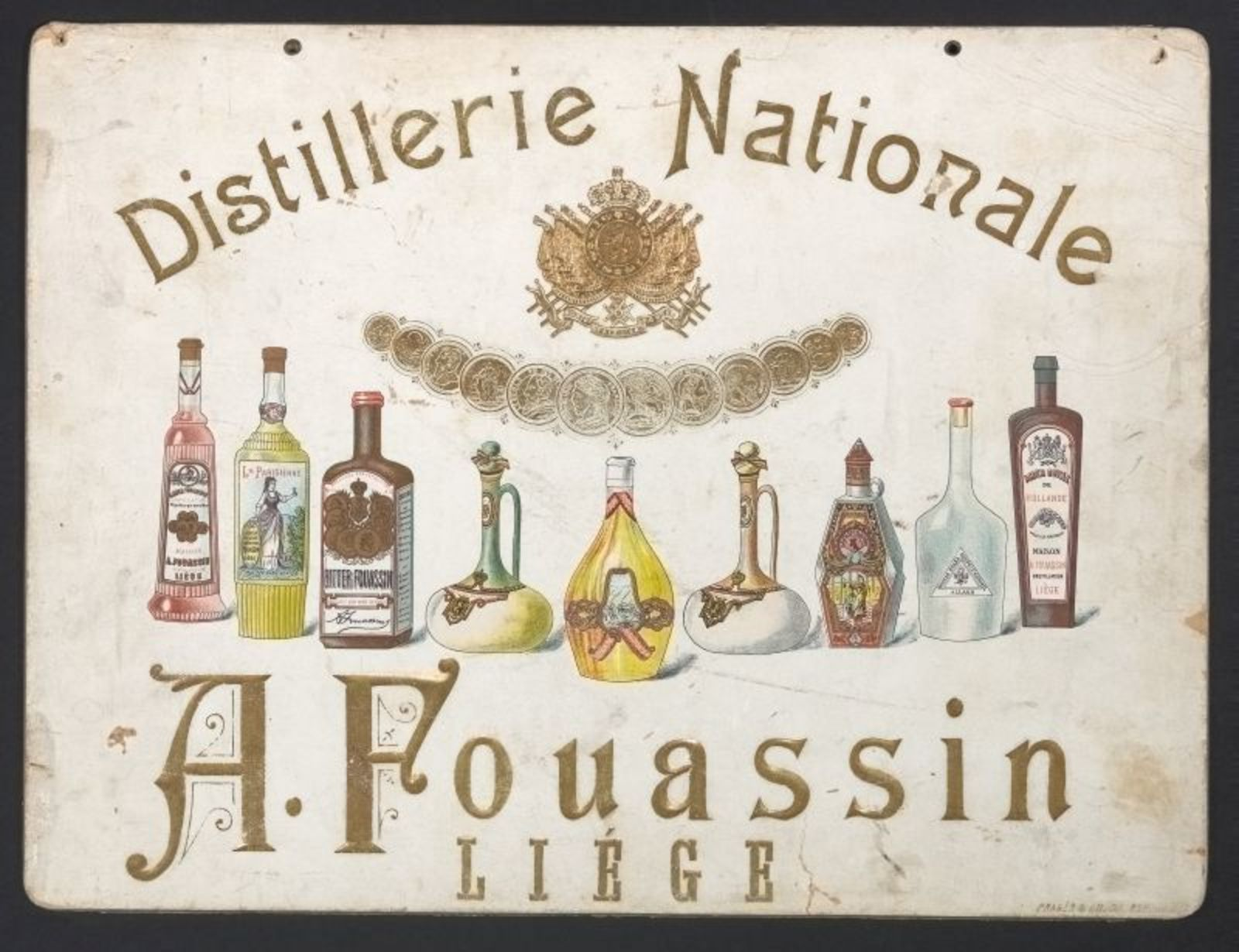
Distillerie Nationale, A. Fouassin

Fouassin Frères, ook bekend als Distillerie Nationale, was een distilleerderij van jenever in de Belgische stad Luik, actief tussen 1866 en 1953. De distilleerderij werd opgericht door de Fransman Arsène Fouassin, afkomstig uit Bléneau.

## Historiek
Arsène Fouassin (overleden 1894) was actief in de Parijse distilleerderij Guilloteau & de Lizzi. Hij werd als jongeman door de Fransman Duplais, werkzaam bij Schaltin-Pierry et Cie in Spa, gevraagd in Spa het distilleren over te nemen. Hij installeerde zich voor eigen rekening in Luik, eerst in de rue Surlet waar hij in 1866 begon met de productie van Elixir de Chaudfontaine. In 1875 verhuisde hij zijn activiteiten naar de rue Sohet 9 in een nieuwbouw op een groot terrein. In 1875 nam het bedrijf deel  aan de Exposition Universelle te Wenen en in 1978 aan de Exposition Universelle in Parijs. 
Zijn oudste zoon Arsène Louis (1870-1946) nam de zaak in 1894 over. Zijn zoon Louis Michel (1874-1954) stapte in 1897 in het bedrijf, vandaar de naam Fouassin Frères vanaf 1945.
In 1953 ging de zaak op de fles.